# Brachyuranochampsa
Brachyuranochampsa es un género extinto de crocodiliano cercanamente relacionado con la familia Crocodylidae, pero no formaba parte de la misma.
La única presencia confirmada de Brachyuranochampsa es la especie B. eversolei de Wyoming, Estados Unidos. Otra especie, B. zangerli de la formación Bridger inferior en Grizzly Buttes, ha sido sinonimizada con otro crocodiloide primitivo, "Crocodylus" affinis, también conocido de la formación Bridger.